# Анна Сибила фон Ханау-Лихтенберг
Анна Сибила фон Ханау-Лихтенберг (на немски: Anna Sibylla von Hanau-Lichtenberg; * 16 май 1542 в Лихтенберг, Елзас; † сл. 5 януари 1580) е графиня от Ханау-Лихтенберг и чрез женитба фрайхерин на господствата Флекенщайн и Дагщул.
Тя е дъщеря на граф Филип IV фон Ханау-Лихтенберг (1514 – 1590) и съпругата му Елеонора фон Фюрстенберг (1514 – 1590), дъщеря на граф Фридрих III фон Фюрстенберг († 1559) и графиня Анна фон Верденберг-Хайлигенберг († 1554).

## Фамилия
Анна Сибила фон Ханау-Лихтенберг се омъжва 1562 г. за фрайхер Лудвиг I фон Флекенщайн-Дагщул (* 1542; † 20 май 1577), син на Георг I фон Флекенщайн († 1553) и вилд- и Рейнграфиня Йохана фон Залм-Кирбург († 1595). Те имат един син:
- Филип Волфганг фон Флекенщайн (* пр. 1574; † 1618), фрайхер на Флекенщайн и Дагщул, женен I. за Анна Александрия фон Раполтщайн († 1610), II. на 18 февруари 1577 г. за Мария Магдалена фон Хоензаксен († сл. 1628)